# Nakanoshima

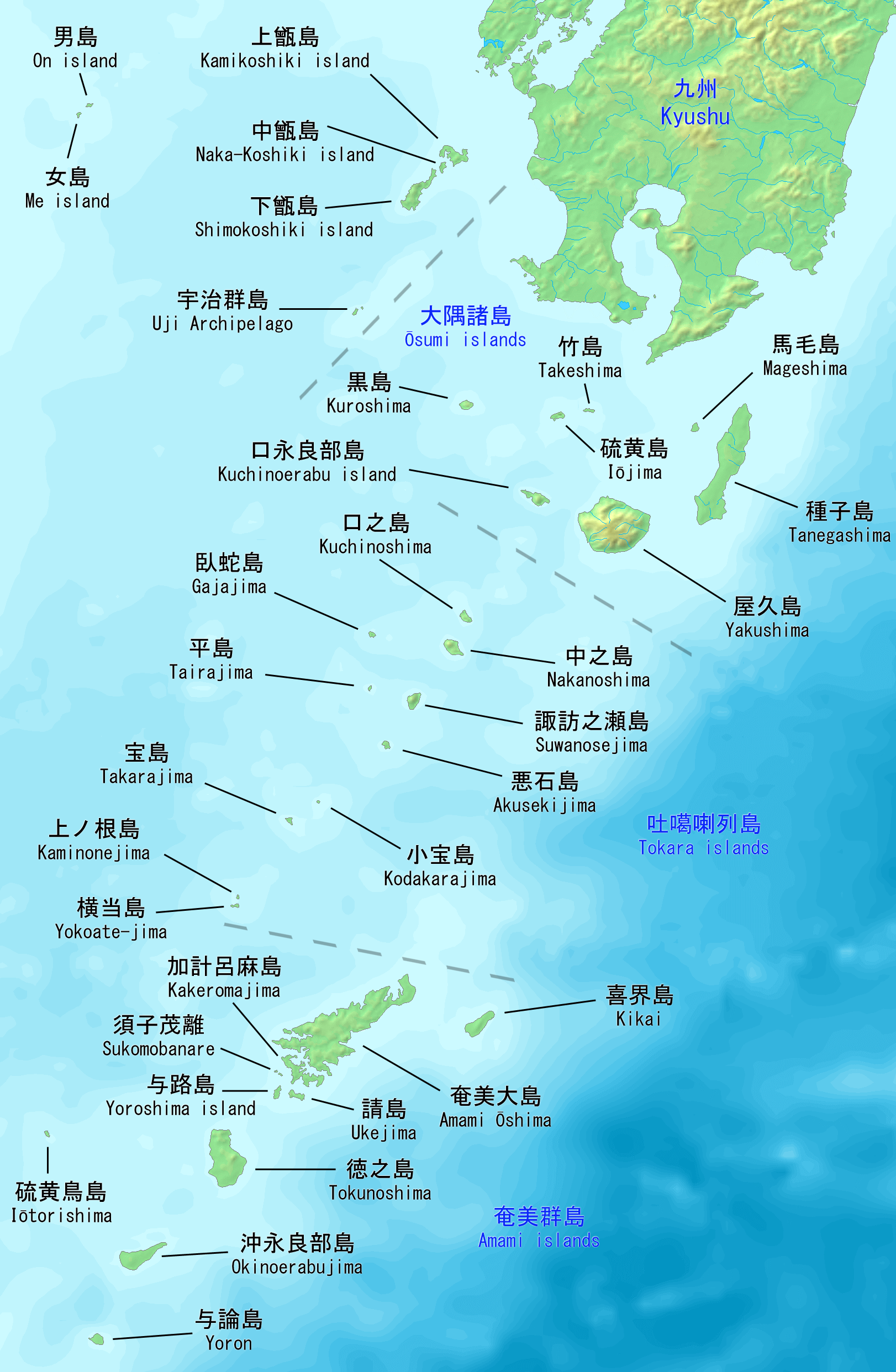
Lägeskarta, Tokaraöarna och Nakanoshima i mitten

Nakanoshima (japanska 中之島 Nakanoshima, "Nakanoön") är huvudön bland Tokaraöarna i nordvästra Stilla havet som tillhör Japan.

## Geografi
Nakanoshima är den största ön bland Tokaraöarna och ligger cirka 150 kilometer söder om Kyushu och cirka 222 km söder om Kagoshima.  
Ön är av vulkaniskt ursprung och har en areal om ca 34 km² med en längd på ca 9 km och ca 5 km bred. Klimatet är subtropiskt. Den högsta höjden är vulkanen Otake på cirka 980 m ö.h.
Befolkningen uppgår till cirka 200 invånare där de flesta bor i huvudorten Nakanoshima som förvaltningsmässigt även är huvudort i Toshima-mura.  Förvaltningsmässigt tillhör ön Kagoshima prefektur. 
Ön kan bara nås med fartyg då den saknar flygplats, det finns regelbundna färjeförbindelse med staden Kagoshima på fastlandet. Restiden är cirka 7 timmar. Det finns inga affärer, restauranger eller andra inrättningar på ön. 

## Historia
Det är osäkert när ön upptäcktes, de första dokumenterade omnämnandena finns i boken Nihonshoki från 720-talet.
Ön utgjorde fram till 1624 en del i det oberoende  Kungariket Ryukyu.
1609 invaderades Ryūkyūriket av den japanska Satsumaklanen under den dåvarande Daimyo som då kontrollerade området i södra Japan. Ön införlivades 1624 i Satsumariket.
1879 under Meijirestaurationen införlivades riket i Japan, och ön blev först del i länet Ōsumi no Kuni (Ōsumi provinsen) och senare del i Kagoshima prefektur.
Efter Andra världskriget ockuperades området våren 1945 av USA som förvaltade öarna fram till 1953 då de återlämnades till Japan.
I början på 1950 hittade Dr. Hayashida, en japansk vetenskapsman, en liten flock vilda hästar på öns södra del som han döpte till "Tokara pony" (en art av ponny).  Denna art förekommer bara här och förmodas ha tagits till ön kring 1890 från Kikaijima, en närliggande ö bland Amamiöarna, och därefter börjat utvecklas till en egen art. Efter andra världskriget var arten nästan utrotad och Kagoshima prefektur beslöt att skydda arten. Ponnyerna flyttades till fastlandet till "Iriki Ranch", en anläggning som drivs av Kagoshima University. Idag finns arten dels kvar på anläggningen, men även åter på Nakanoshima. 